# Palliduphantes constantinescui
Palliduphantes constantinescui es una especie de araña tejedora de sábana perteneciente al género Palliduphantes, categorizada en el grupo Araneomorphae, orden Araneae.Capturan presas pequeñas como colémbolos o pequeños isópodos en sus telarañas.

## Taxonomía
Fue descrita por Georgescu en 1989. La especie aparece registrada y publicada en una sección de Sur trois taxa nouveaux d'aranéides troglobies de Dobrogea (Roumanie). Miscellanea Speologica Romanica 1: 85-102 de 1989.

## Descripción
La longitud del prosoma del macho mide 0,725 mm y el de la hembra 0,875 mm. Las patas del macho son de color amarillo.

## Distribución
Se distribuye por Europa, en Rumania.